# بویز دآرک (کانزاس)
بویز دآرک (به انگلیسی: Bois d'Arc) یک منطقهٔ مسکونی در ایالات متحده آمریکا است که در شهرستان باتلر، کانزاس واقع شده‌است. بویز دآرک ۳۷۳ متر بالاتر از سطح دریا واقع شده‌است.